# San Fabián de Alico
San Fabián de Alico (del mapudungún: alimko ‘Agua caliente’) es una localidad y capital de la comuna de San Fabián, en la provincia de Punilla, de la región de Ñuble, en la zona central de Chile. Según el censo de 2017, tiene una población de 1661 habitantes.
La economía del pueblo se basa principalmente en el turismo, que se ve beneficiado en la temporada estival con la llegada de turistas principalmente santiaguinos.
Su clima es mediterráneo continental, de veranos cálidos e inviernos fríos y lluviosos, con frecuentes heladas y nevadas ligeras.
San Fabián de Alico se ubica a 43 kilómetros de la ciudad de San Carlos y a 21 kilómetros de la localidad de Cachapoal, esto por la Ruta N-31, el principal acceso del pueblo.

## Historia
El pueblo de San Fabián de Alico fue fundado el 7 de diciembre de 1865 por Fabián de la Fuente Soto y Aguilar. El 5 de enero de 1865 pasa a convertirse en la 12.ª subdelegación, llamada "San Fabián", del Partido de San Carlos.
El 22 de diciembre de 1891, gracias a la ley de creación de Municipalidades, San Fabián de Alico se convierte en la capital de la recién creada comuna de San Fabián, perteneciente al departamento de San Carlos, teniendo dentro de su territorio dos subdelegaciones, la 4.ª Semita (Cachapoal) y la 12.ª San Fabián (San Fabián de Alico).
En 1976 se convierte en comuna autónoma al desintegrarse los partidos, y la 4.ª subdelegación, "Semita", pasa a ser parte de la comuna de San Carlos.
El 27 de febrero de 2010, San Fabián se vio altamente afectado por el terremoto, principalmente por el corte de la Ruta N-31 que une a la localidad con el resto del país. Además se contabilizan 12 casas inhabitables y otras 23 con daños graves; los servicios básicos estuvieron inutilizables por varios días, el suministro eléctrico se repuso en un 100 % para el día 10 de marzo, por su parte el de agua potable comenzó a funcionar el día 8 del mismo mes.

### Turismo

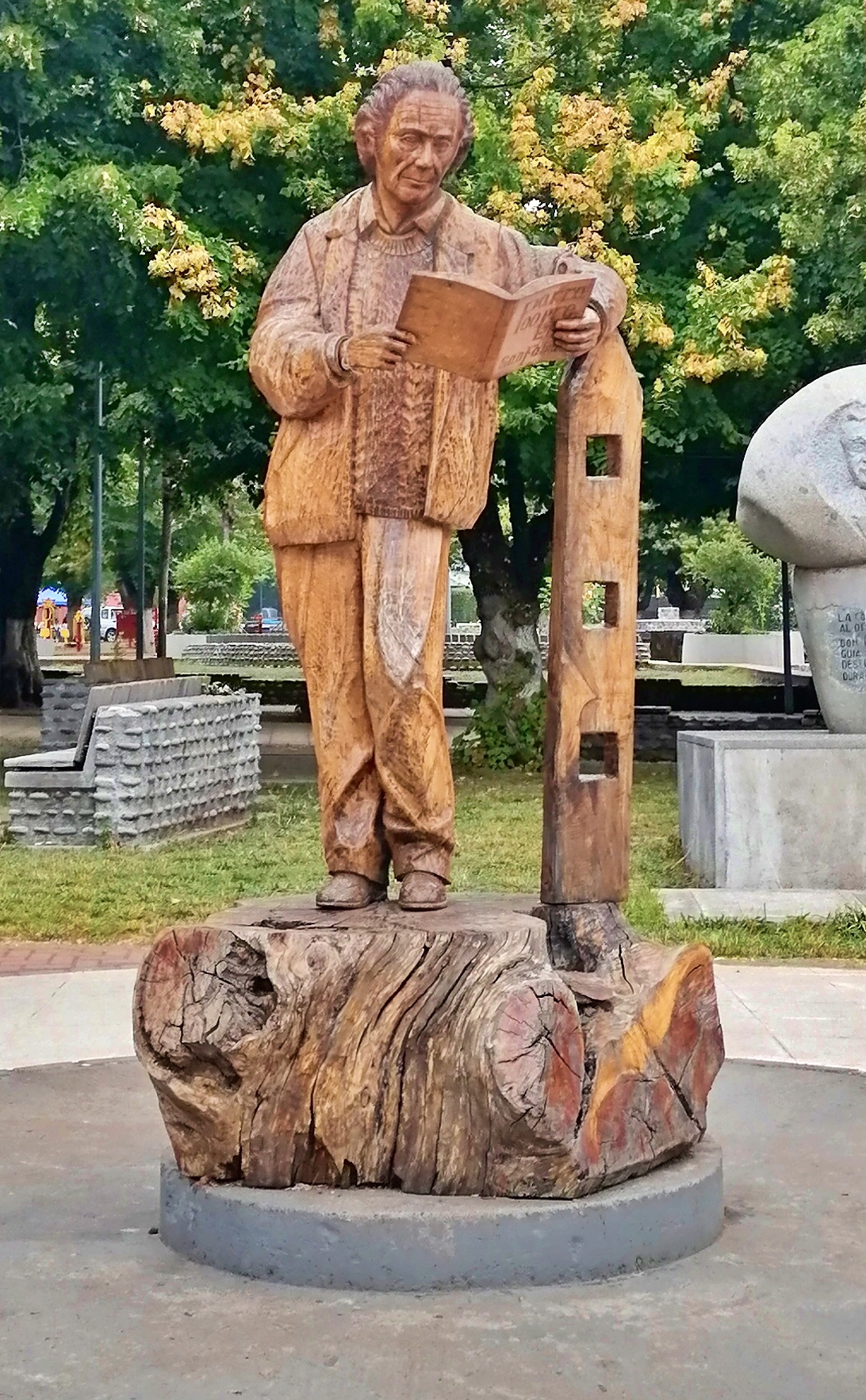
Escultura en madera de Nicanor Parra, nacido en San Fabián de Alico, en la Plaza de Armas de la localidad

En la zona hay montañas, ríos, lagunas y bosques para los amantes de la naturaleza. San Fabián de Alico cuenta con guías y empresas calificados que ofrecen excursiones para todo tipo de turistas: turismo aventura para los más aventureros, pero también paseos más tranquilos para disfrutar en familia. Para quienes buscan experiencias más extremas, hay excursiones a la alta cordillera del Ñuble, donde se puede admirar el vuelo de los cóndores. Entre las actividades imperdibles en San Fabián, están las prácticas de rafting y kayak en el río Ñuble, experiencias destacadas por expertos a nivel nacional. También es posible realizar una travesía cabalgando por la montaña, cruzando paisajes de extraordinaria belleza, matizando con pesca recreativa, escalada deportiva y, por supuesto, gozar de la exquisita gastronomía típica, como un chivo al palo y otros productos locales preparados según la tradición de la gente de la cordillera.